# Vírník

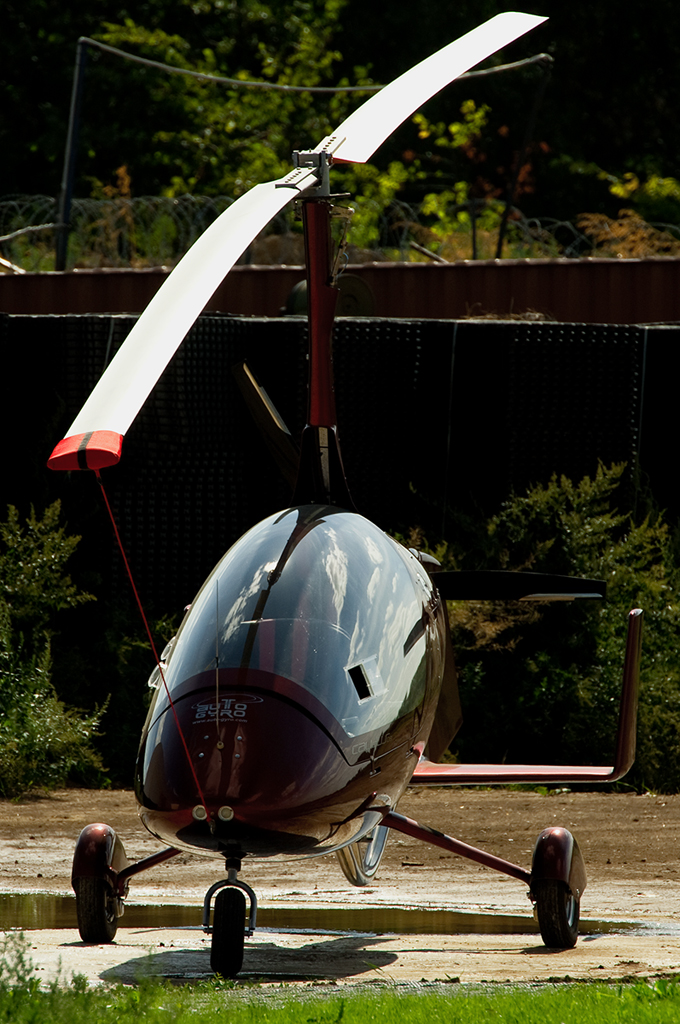
Vírník Autogyro Calidus

Vírník (také autogyra, autogyro) je, stejně jako vrtulník, letadlo těžší vzduchu, které je opatřeno rotujícími nosnými plochami, které se nazývají rotor. Na rozdíl od vrtulníků však vírník nemá rotor poháněný vlastním motorem; místo toho je opatřen vrtulí (ta může být jak tažná, tak tlačná) poháněnou motorem, jejíž rotace způsobí dopředný pohyb vírníku. Při dopředném pohybu vznikají aerodynamické síly, které rotor roztáčejí.
První vírník sestrojil roku 1923 Španěl Juan de la Cierva. Před druhou světovou válkou byly vírníky oblíbené jako pozorovací a spojovací letadla. Jejich předností byla zejména nízká minimální rychlost a velmi krátká startovací i přistávací dráha. Například během druhé světové války byly vírníky taženy německými ponorkami a používány k pozorování. Po válce byly nahrazeny vrtulníky, které mají zcela kolmý vzlet i přistání a dokáží viset ve vzduchu, takže jsou pro pozorování nebo záchranné služby mnohem vhodnější. Dnes jsou vírníky používány zejména leteckými nadšenci, kteří touží po něčem neobvyklém a cenově mnohem dostupnějším než vrtulník. Z podobných důvodů jsou také oblíbenou předlohou pro letecké modeláře.

## Vlastnosti
Vírník je z principu fungování, po celou dobu letu v režimu tzv. autorotace, což je zároveň bezpečnostní režim vírníku. V případě selhání pohonné soustavy tak není potřeba provádět žádnou speciální proceduru pro změnu ze standardního letového stavu do záchranného stavu a lze tak bezpečně přistát. 
Další specifickou vlastností je vysoká odolnost proti nepříznivému počasí a turbulencím, která je dána způsobem vzniku vztlaku na rotujícím křídle.  

## Příklady vírníků
- Focke-Achgelis Fa 330
- Kajaba Ka-1
- KASKR
- CAGI A-7
- Calidus Autogyro
- ThunderFly  TF-G2 - Bezpilotní (UAV) vírník